# 빙고9
빙고9는 SBS의 퀴즈프로그램이다.

## 진행자
- 김태욱
- 최영주